# ザッパ・プレイズ・ザッパ
ザッパ・プレイズ・ザッパ（Zappa Plays Zappa） は、アメリカ合衆国カリフォルニア州ロサンゼルス出身のロック・バンドである。
フランク・ザッパの長男のドゥイージル・ザッパが父親の曲をプレイする一大プロジェクトである。

## 概要
1993年に病没したフランク・ザッパのコンサートを一度も経験しなかった多くの人達や、ザッパの名前を掲げる催し物には必ず現れるマニアックな人達のために、2006年に企画された。
コンサートでは、ステージ上のスクリーンにザッパの映像を流して、それに合わせてバンドがプレイするスタイルをとっている。
2008年、ライブ・アルバム『Zappa Plays Zappa』を発表。同アルバムに収録された「ピーチズ・エン・レガリア」は、翌2009年2月開催の第51回グラミー賞で最優秀ロック・インストゥルメンタル・パフォーマンス賞を受賞した。
これまでにスティーヴ・ヴァイ、テリー・ボジオ、ナポレオン・マーフィ・ブロック、レイ・ホワイトなどのザッパ・バンド出身者がゲスト出演した。
2008年に初来日、翌2009年にも来日し、2010年にはフジロックフェスティバルに出演した。

## メンバー
- Dweezil Zappa - ギター
- Scheila Gonzalez - サクソフォーン、フルート、キーボード、ヴォーカル
- Pete Griffin - ベース
- Billy Hulting - マリンバ、パーカッション
- Jamie Kime - ギター
- Joe Travers - ドラム、ヴォーカル
- Ben Thomas - リード・ヴォーカル
- Chris Norton - キーボード、ヴァイオリン

### 元メンバー
- Aaron Arntz - トランペット、キーボード、ヴォーカル

## 来日公演
- 2008年 - 1月21日 Zepp Osaka、22日 Zepp Tokyo、23日 横浜BLITZ
- 2009年 - 4月7日、8日 Shibuya O-EAST
- 2010年 - 7月30日 フジロックフェスティバル